# Diplocolenus sichotanus
Diplocolenus sichotanus är en insektsart som beskrevs av Anufriev 1971. Diplocolenus sichotanus ingår i släktet Diplocolenus och familjen dvärgstritar. Inga underarter finns listade i Catalogue of Life.